# SN 2011by
SN 2011by – supernowa typu Ia, którą w nocy z 26 na 27 kwietnia 2011 w galaktyce NGC 3972 odkryli chińscy astronomowie Zhangwei Jin oraz Xing Gao.
Gwiazda, która eksplodowała jako supernowa, była białym karłem znajdującym się w ciasnym układzie podwójnym. W momencie odkrycia jasność wizualna supernowej sięgała 14,69m. Została ona zaobserwowana jeszcze zanim osiągnęła maksimum swojego blasku.